# 湾沚区第一中学
安徽省芜湖县第一中学，简称湾沚区一中，是位于安徽省芜湖市的一所高级中学，学校前身系1906年创办的“宁国府中学堂”，现为安徽省示范高中。

## 师生概况
学校有教职工217人，其中安徽省“教坛新星”3人，特级教师2人，全国劳动模范1人，中学高级教师40余人，中学一级教师60余人；拥有90个教学班，在校生四千余人。

## 高考成绩
- 2018年，共有1028名学生参加高考，一本达线454人，一本达线率44.2%。[3]
- 2019年，共有1569名学生参加高考，一本达线473人，二本达线985人。[4]

## 知名校友
- 徐承栋：中国人民解放军空军中将
- 汪一新：中国人民解放军陆军少将
- 鲁彦周：作家